# Aleksandr Sjibajev
Aleksandr Igorevitsj Sjibajev, Russisch: Александр Игоревич Шибаев, (Jaroslavl, 9 september 1990) is een Russisch professioneel tafeltennisser. Hij speelt rechtshandig met de shakehandgreep.
Hij nam namens zijn land deel aan de Olympische Zomerspelen 2012 en 2016 maar won geen medailles.

## Belangrijkste resultaten
- Zilver in de dubbel op de Europese kampioenschappen 2011 met Kirill Skatsjkov.
- Brons met het team op de Europese kampioenschappen 2013.
- Brons in de dubbel op de Europese kampioenschappen 2015 met Kirill Skatsjkov.